# Louis Prévoteau
Louis Prévoteau, né le 4 avril 1922 à Ploërmel (Morbihan, France) et mort le 6 février 2014 dans cette même commune, est un prêtre catholique français, fondateur de la « Madone des motards ».

## Biographie
Louis Prévoteau est ordonné prêtre le 1er juillet 1947, dans l'église Saint-Armel de Ploërmel, par Mgr Eugène Le Bellec. Le 18 octobre 1947, il est alors nommé vicaire instituteur à La Chapelle-sous-Ploërmel ; puis, le 10 octobre 1953, il devient vicaire instituteur à Saint-Jean-des-Marais ; le 7 octobre 1961, il est nommé vicaire à Béganne. 
Enfin, le 18 août 1967, il est nommé recteur de Porcaro.
Le 17 octobre 2003, il prend sa retraite et se retire chez les frères de Ploëmel, où il devient l'aumônier. Il meurt le jeudi 6 février 2014, au matin, chez les frères de Ploërmel. Ses obsèques sont célébrées le samedi 8 février 2014, dans l'église Saint-Armel de Ploërmel, par Mgr Raymond Centène.

### Le pardon des motards
En 1953, Pierre Bégasse, président de l’Amicale Motocycliste de Rennes, anime régulièrement des fêtes dans les différentes paroisses desservies par l’abbé Louis Prévoteau. C'est alors qu'en 1971, Pierre Bégasse offre sa première moto au prêtre qui commence ainsi à participer à divers rassemblements. En 1972, pour effectuer un voyage en Yougoslavie, il décide de passer son permis et se voit offrir une 500 BMW.
En 1977, l’abbé Prévoteau effectue un premier pèlerinage en moto, à Fatima, au Portugal. En 1979, un ami lui donne l'idée d'organiser une messe et un pardon pour les motards, à Porcaro. C’est ainsi qu'en 1979, il ramène une statue de la Vierge de Fatima, lieu saint du Portugal, et crée la « Madone des motards », à laquelle participent 38 personnes. Aidé par de nombreux bénévoles, et par l’association paroissiale « Providence », elle se développe d’années en années pour atteindre entre 20 000 et 30 000 participants chaque 14 et 15 août. La construction de l’Oratoire de la Madone des Motards en 1987 et la procession aux flambeaux la veille du 15 août sont des étapes importantes dans la croissance du Pardon de la Madone.
En 2003, l’abbé Franck Bourges, alors vicaire à Redon, prend la succession de l’abbé Prévoteau comme animateur de ce Pardon. L’Association « Porcaro Village des Motards » en gère toute l’organisation matérielle. Et en 2007, c’est au tour du père Jean-François Audrain d’être nommé aumônier des motards du Morbihan, responsable du pèlerinage de la Madone.

## Documentaire
- Nicolas Fauvel, La madone des motards, 52 min, Viva productions.